# Алексис (ландграф Гессен-Филипсталь-Бархфельда)
Алексис Вильгельм Эрнст Филипп Гессен-Филипсталь-Бархфельдский (нем. Alexis Wilhelm Ernst von Hessen-Philippsthal-Barchfeld; 13 сентября 1829 или 13 сентября 1828, Штейнфурт, Вестфалия — 16 августа 1905, Херлесхаузен, Гессен) — ландграф Гессен-Филипсталь-Бархфельда из Гессенского дома.

## Жизнь
Сын ландграфа Карла Гессен-Филипсталь-Бархфельдского (1784—1854) от второй жены Софии (1794—1873), дочери князя Людвига Вильгельма Гельдрикуса Эрнста Бентгейм-Штейнфуртского. Он наследовал отцу в 1854 году.
Алексис был прусским генералом кавалерии. С 1866 года он был членом прусской палаты лордов и рыцарем прусского ордена Чёрного орла.
В 1866 году Пруссия аннексировала электорат Гессен, в том числе Гессен-Филипсталь-Бархфельд. С 1880 года Алексис и Эрнст Гессен-Филипстальский (сын ландграфа Карла II Гессен-Филипстальского) получали пенсию в 300 тысяч марок от целевого фонда Гессенского электората. Им также были предоставлены три замка: Городской замок в Ханау, Ротенбургский замок и замок Шенфельд в Касселе.
17 июня 1854 года в Шарлоттенбургском дворце Алексис женился на Луизе (1829—1901), дочери принца Карла Прусского. Брак был бездетным и закончился разводом 6 марта 1861 года.
Алексис умер 16 августа 1905 года. Следующим (титулярным) ландграфом Гессен-Филипсталь-Бархфельда стал его племянник Хлодвиг (1876—1954), сын его брата Вильгельма (1831—1890).